# Kagi (Film)
Kagi (japanisch 鍵, dt. „Schlüssel“) ist ein tragikomischer, japanischer Spielfilm aus dem Jahre 1959 von Kon Ichikawa.

## Handlung
Die Geschichte beginnt mit dem alternden Kyōtoer Kunsthistoriker Kenji Kenmochi, der sich im Behandlungszimmer von seinem Hausarzt durchchecken lässt. Kenjis Blutdruck ist viel zu hoch und das Gehirn schlecht durchblutet. „Achten Sie darauf, dass Sie sich nicht zu sehr aufregen“, rät ihm der Doktor. Kenjis Leben verläuft komplett auf eingefahrenen Gleisen. Er spürt totale Leere in seiner eingefahrenen Ehe. Um sein Liebesleben wieder in Schwung zu bringen und um durch erotische Anregungen zu neuer (körperlicher wie geistiger) Fitness zu gelangen, versucht er bei dem Assistenzarzt Kimura, dem Verlobten seiner Tochter Toshiko, Interesse für seine eigene Frau Ikuko zu erwecken. Der wurde aber wie ihrem Mann geraten: „Keine Aufregung!“. Nun ist es aber gerade die Aufregung, wonach beiden gelüstet. So kommt Kenji auf die wahnwitzige Idee, dass ihn die durch diese Konstellation entstehende Eifersucht sexuell wieder auf Trab bringen und die nachlassende Potenz neu beleben könnte. Aber mit diesem Einfall droht er, sich ein Eigentor zu schießen. Nicht nur, dass Kimura ein berechnender Windhund ist, der sich erhofft, in eine wohlhabende Familie einheiraten zu können – zumal die Schwiegereltern in spe offensichtlich reichlich kränkeln und demzufolge bald eine fette Erbschaft lachen könnte. Vielmehr beginnt der Assistenzarzt die angebotene Chance über Gebühr wahrzunehmen und auszunutzen. Mehr als Kenji lieb sein kann, beginnen nun Kimura und Ikuko wirkliches Interesse füreinander zu entwickeln. Bald gerät alles aus dem Ruder, die Gattin des Wissenschaftlers und der Schwiegersohn in spe werden ein Paar.
Dieser Umstand bleibt natürlich auch Kenjis Tochter Toshiko, der Noch-Verlobten Kimuras, nicht verborgen. Von allen Beteiligten bleibt sie die Einzige, die reinen Herzens ist und klar sieht. Und doch wird sie zugleich die Einzige sein, die gerade aus dieser Grundanständigkeit ganz reale Mordvorbereitungen trifft. Da sie sich zutiefst verletzt und betrogen fühlt und nicht bereit ist, Kimura einfach gehen zu lassen, plant sie, ihre eigene Mutter aus dem Weg zu räumen und zu vergiften. Wenn schon ihre Eltern kein Eheleben mehr zu führen imstande sind, dann soll wenigstens niemand von ihnen ihre Beziehung mit Kimura ruinieren! Dafür mischt Toshiko ein spezielles Mittelchen in den tagtäglich eingenommenen Tee. Doch der vergiftete Tee verfehlt seine Wirkung komplett. Denn die alte, schon etwas tüttelige Köchin hat die Teebüchse mit einer anderen vertauscht. Stattdessen streut sie nun das Gift, ein höchst wirksames und qualvolle Schmerzen bereitendes Unkrautvertilgungsmittel, in den Salat, der die gesamte Familie schließlich dahinrafft. Mit absoluter Gleichmut betrachtet die alte Frau, im Türrahmen stehend, ihre tödliche Tat. „Ich habe sie umgebracht“ wird sie emotionslos dem Untersuchungsbeamten sagen, so, als hätte sie damit der Menschheit einen Gefallen getan. Schließlich rollen drei Leichenwagen von dannen, während die Vögel draußen fröhlich zwitschern.

## Produktion
Die Geschichte, eine Mischung aus rabenschwarzer Komödie und bitterscharfer Gesellschaftsanalyse, basiert auf den gleichnamigen Roman Der Schlüssel von Junichirō Tanizaki. Kagi wurde 1958 gedreht und am 23. Juni 1959 in Japan uraufgeführt. In Deutschland lief der Film am 4. März 1963 an.

## Auszeichnungen
Bei den Filmfestspielen in Cannes 1960 erhielt Kagi den Preis der Jury ex aequo mit Michelangelo Antonionis L‘avventura. Darüber hinaus wurde Regisseur Ichikawa für die Goldene Palme nominiert.
Den Golden Globe in der Sparte „Bester ausländischer Film“ musste sich Kagi 1960 mit Die Brücke, Wilde Erdbeeren, Wir Wunderkinder und Orfeu Negro teilen.
Natto Wada erhielt den Kinema-Jumpō-Preis für das beste Drehbuch (1960).
Der Blue Ribbon Award ging 1960 an Ichikawa für die beste Regie.

## Kritiken
In Filmkritik 2/63 wurde ausführlich auf Kagi eingegangen: 

„Eine haarsträubende Geschichte also, die im Roman damit endet, daß den Alten während eines Liebesaktes der Schlag rührt. Worauf Frau und Tochter das Verhältnis mit ihrem gemeinsamen Liebhaber ungestört fortsetzen können. Eine Zeitlang kann er sogar noch zuhören, bevor er endgültig stirbt. Es scheint undenkbar, daß man daraus einen Film machen könnte. Ichikawa jedoch gelingt es, indem er die intimen Bekenntnisse der beiden in eine Krankengeschichte verwandelt, diese von dem bester aller japanischen Kameraleute, von Kazuo Miyagawa, in sublim nuancierten aber extrem verschlossenen Farbaufnahmen, gleichsam wie künstliche Blumen unter Glas, abbilden läßt, und am Ende mit einem Knalleffekt aus dem Grand Guignol alle Figuren von der Bildfläche räumt. (…) Kagi ist kein einfacher Film. Vor allem die Freunde der Pornographie werden nicht auf ihre Kosten kommen. Aber wer die Mißverständnisse, die unvermeidlich zwischen den Demarkationslinien der Kulturen lauern, nicht scheut, wird reichlich Anlaß finden, sich zu wundern und sich Gedanken zu machen.“

Reclams Filmführer schrieb zu „Kagi“: „"Die Kritiker, die in diesem Film eine ‘schwarze Komödie‘ sahen, haben ganz recht. Ich wollte eine komische Wirkung erzielen. Ich meine, wenn Menschen so sehr selbst betrügen, wie die Figuren in Kagi es tun, dann ist das komisch, gerade weil es so traurig ist" (Kon Ichikawa). Die knappe Inhaltsangabe läßt einen haarsträubenden Schocker erwarten. Ichikawa hat aber seine Vorlage mit der kühlen Distanz eines klinischen Berichts inszeniert. Die ‘Krankengeschichte‘ wird bei ihm gleichzeitig zum Spiegelbild einer kranken Gesellschaft. Konsequent räumt am Schluß die Köchin mit dieser Gesellschaft auf.“
Das Handbuch VII der Katholischen Filmkritik befand aus einer streng christlichen Wertesicht des Jahres 1963: „Die fremdartige heidnische Lebenshaltung und die Gefahr des Mißverständnisses der Handlung setzen ein aufmerksames und kritisches Publikum voraus.“
Das Lexikon des internationalen Films schreibt: „Ein Film, der auf die Hohlheit der Konvention zielt und seine Handlung stilsicher und unspekulativ entfaltet.“